# Naujan-et-Postiac
 Naujan-et-Postiac  là một xã thuộc tỉnh Gironde trong vùng Nouvelle-Aquitaine tây nam nước Pháp.